# Liber Pontificalis
O Liber Pontificalis (do latim, o Livro dos Pontífices) é um livro de biografias de papas de São Pedro, até o Papa Estêvão V do século XV. A publicação original do Liber Pontificalis parou com o Papa Adriano II (867-872) ou o Papa Estêvão V (885-891), mas foi posteriormente completada em um estilo diferente até o papa Eugênio IV (1431-1447) e, em seguida, o Papa Pio II (1458-1464). O Liber Pontificalis foi citado frequentemente do século VIII ao XVIII. Até o século VI as biografias papais carecem de provas documentais, a partir do século VII, elas apresentam dados mais confiáveis do ponto de vista histórico, a partir do pontificado de Honório I, em que as entradas são relevantes para papados contemporâneos para se juntar ao Liber Pontificalis logo após a morte de cada papa. O título Liber Pontificalis remonta ao século XII, embora só se tornou corrente no século XV, e o título canônico do trabalho desde a edição de Duchesne no século XIX. Em antigos manuscritos, é referido como Liber episcopalis in quo continentur acta beatorum pontificum Urbis Romae, e mais tarde como Gesta ou Chronica pontificum.

## Autoria

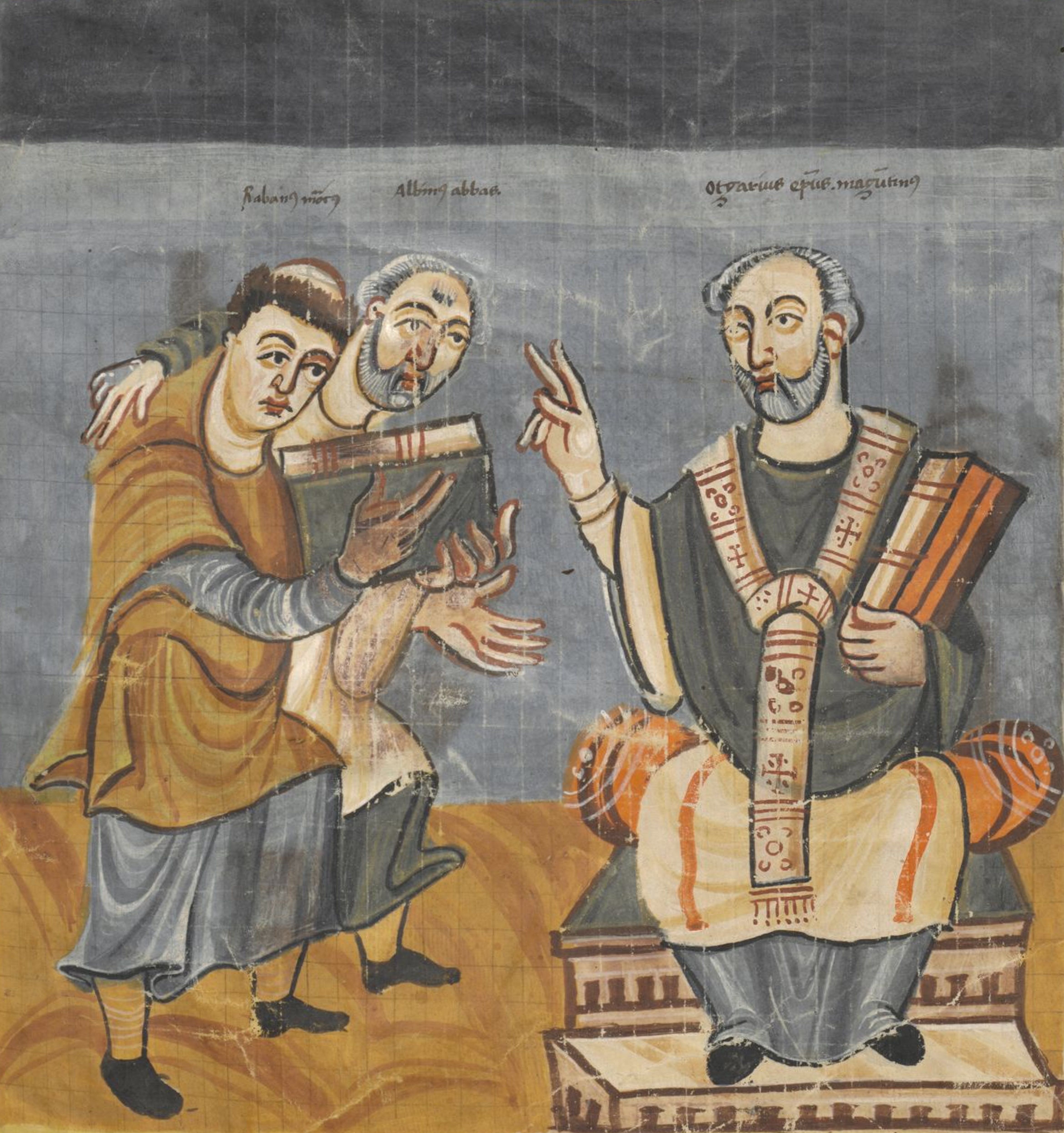
Rabano Mauro (á esquerda) foi o primeiro a atribuir o Liber Pontificalis a São Jerônimo.

Durante a Idade Média, São Jerônimo foi considerado o autor de todas as biografias, até a do Papa Dâmaso I (366-383), baseado em cartas apócrifas entre São Jerônimo e o Papa Dâmaso publicadas como prefácio nos manuscritos medievais. A atribuição originou-se com Rabano Mauro e é repetida por Martin Opava, que continuou o trabalho no século XIII. Outras fontes atribuem o trabalho prematuramente a Ireneu de Lyon, tendo sido continuado por Eusébio de Cesareia.
No século XVI, Onofrio Panvinio atribuiu as biografias após Dâmaso até o Papa Nicolau I (858-867) a Anastasio que no século IX foi bibliotecário da Sé romana durante cinco dias como antipapa; Atanásio continuou a ser citado como o autor no século XVII, embora essa atribuição tenha sido contestada por César Baronius, Ciampini, Schelstrate, entre outros.
A interpretação moderna, defendida por Louis Duchesne, e outros grandes eruditos, é que o Liber Pontificalis foi gradualmente e não sistematicamente compilado, e que a autoria é impossível de determinar, com algumas exceções (por exemplo, a biografia do papa Nicolau I e do Papa Adriano II (867-872) de Anastácio). Duchesne e outros sugeriram que o início do Liber Pontificalis até às biografias do Papa Félix III (483-492) como o trabalho de um único autor (compreendendo os primeiros 36 papas), que foi contemporâneo do Papa Anastácio II (496-498), baseando-se no chamado Catalogus Liberianus, que por sua vez foi baseado no catálogo papal de Hipólito de Roma, e o Catálogo de Leonina, que já não existe. A maioria dos estudiosos acreditam que o Liber Pontificalis foi compilado no século V ou VI.

## Conteúdo
O Liber Pontificalis originalmente continha apenas os nomes dos bispos de Roma e a duração do seu pontificado. Sendo ampliado no século VI, cada biografia é composta pelo nome de nascimento do papa e seu pai, o local de nascimento, profissão antes da ordenação, a duração do pontificado, notas históricas diferentes, os principais pronunciamentos teológicos e decretos, as etapas administrativas (incluindo campanhas de construção, especialmente das igrejas romanas), ordenações, data da morte, local de sepultamento, e a duração da subsequente sede vacante.
O Papa Adriano II (867-872) é o último papa para os quais existem manuscritos do original Liber Pontificalis, sendo que as biografias do Papa João VIII, Papa Martinho I e Adriano III estão faltando e a biografia do Papa Estêvão V (885-891) é incompleta. De Estevão V ao longo dos séculos X e XI, as notas históricas são extremamente resumidas, geralmente apenas com a origem do papa e duração do seu pontificado.